# فرد إيفانز (نقابي)
فرد إيفانز (بالإنجليزية: Fred Evans)‏ هو نقابي أسترالي ونيوزيلندي، ولد في 11 فبراير 1881، وتوفي في 13 نوفمبر 1912.